# Портрет младе жене (Рубенс)
Портрет младе жене (енгл. Portrait of a Young Woman) је слика фламанског уметника барока Петера Паула Рубенса. Сматра се да је ова недовршена слика настала око 1603. године. Претпоставља се да је наручилац дела био Винченцо I Гонзага, војвода од Мантова који се помиње у Рубенсовим писмима у периоду док је Рубенс путовао по Шпанији и Италији, сликајући аристократске даме. Име жене са слике остало је непознато. На полеђини слике налазе се два воштана печата. Први печат даје податак да је слика била у Венецији с почетка 19. века а други печат да је слика била део британске колекције коју је Сер Џона Ханмера из Рексема купио за галерију своје виле око 1840. године.
Анонимни купац купио је Портрет младе жене 1986. године и понудио га је на продају у децембру 2009. године у Сотбизу, једног је од највећих светских брокера ликовне и декоративне уметности, накита, некретнина и колекционарства. Слика је тада процењена на шест милиона фунти, али продаја није успела. Поновна продаја покушана је у јануару 2011, са неколико продужетака до маја, како би се омогућило додатно време Британском музеју да прикупи милион фунти за откуп слике.